# Condroblasto
Condroblastos são as células que formam a matriz da cartilagem. A palavra deriva do grego chondros (cartilagem) e blastos (célula jovem). Os condroblastos estão presentes no tecido conjuntivo que circunda e nutre a cartilagem, que se chama pericôndrio. À medida que sintetizam a matriz vão sendo envolvidos por ela e diminuindo sua atividade, sofrendo uma redução de volume, quando então passam a ser chamados condrócitos (condros =  cartilagem, e citos = células).
Os condroblastos são formados por células estaminais mesenquimais (células tronco).